# Skade (måne)
 For alternative betydninger, se Skade. (Se også artikler, som begynder med Skade)
Skade er en af planeten Saturns måner: Den blev opdaget den 23. september 2000 af John J. Kavelaars og Brett J. Gladman, og fik lige efter opdagelsen den midlertidige betegnelse S/2000 S 8. Senere har den Internationale Astronomiske Union vedtaget at opkalde månen efter jætten Skade fra den nordiske mytologi; dette navn blev oprindelig stavet Skaði, så derfor skrives navnet på månen i internationale sammenhænge til tider også Skadi. Der ud over kendes månen også under betegnelsen Saturn XXVII (XXVII er romertallet for 27).
Skade har en høj massefylde sammenlignet med andre af Saturns måner, og man formoder at månen består af en blanding af vand-is og klippemateriale. Noget af det materiale der ikke er is, må være et lag af mørkt materiale på overfladen, for den reflekterer blot 6% af det lys der falder på den.
Skade er muligvis sammensat af brudstykker af Phoebe, som blev slået løs af meteorit-nedslag på et tidspunkt i Saturn-systemets historie.